# Vergeroux
Vergeroux és un municipi francès situat al departament del Charente Marítim i a la regió de la Nova Aquitània. L'any 2007 tenia 965 habitants.

## Demografia

### Població
El 2007 la població de fet de Vergeroux era de 965 persones. Hi havia 367 famílies de les quals 66 eren unipersonals (27 homes vivint sols i 39 dones vivint soles), 137 parelles sense fills, 133 parelles amb fills i 31 famílies monoparentals amb fills.
La població ha evolucionat segons el següent gràfic:
Habitants censats

### Habitatges
El 2007 hi havia 390 habitatges, 370 eren l'habitatge principal de la família, 8 eren segones residències i 12 estaven desocupats. 388 eren cases i 1 era un apartament. Dels 370 habitatges principals, 294 estaven ocupats pels seus propietaris, 65 estaven llogats i ocupats pels llogaters i 11 estaven cedits a títol gratuït; 6 tenien dues cambres, 28 en tenien tres, 131 en tenien quatre i 205 en tenien cinc o més. 317 habitatges disposaven pel capbaix d'una plaça de pàrquing. A 141 habitatges hi havia un automòbil i a 212 n'hi havia dos o més.

### Piràmide de població
La piràmide de població per edats i sexe el 2009 era:
| Homes | Edats   | Dones |
| ----- | ------- | ----- |
| 0     | 95 o +  | 0     |
| 0     | 90 a 94 | 0     |
| 4     | 85 a 89 | 4     |
| 0     | 80 a 84 | 4     |
| 8     | 75 a 79 | 8     |
| 4     | 70 a 74 | 8     |
| 24    | 65 a 69 | 16    |
| 16    | 60 a 64 | 28    |
| 32    | 55 a 59 | 20    |
| 28    | 50 a 54 | 36    |
| 24    | 45 a 49 | 24    |
| 44    | 40 a 44 | 36    |
| 28    | 35 a 39 | 36    |
| 28    | 30 a 34 | 36    |
| 8     | 25 a 29 | 12    |
| 12    | 20 a 24 | 4     |
| 32    | 15 a 19 | 20    |
| 24    | 10 a 14 | 44    |
| 56    | 5 a 9   | 20    |
| 24    | 0 a 4   | 32    |

## Economia
El 2007 la població en edat de treballar era de 640 persones, 449 eren actives i 191 eren inactives. De les 449 persones actives 418 estaven ocupades (216 homes i 202 dones) i 32 estaven aturades (16 homes i 16 dones). De les 191 persones inactives 82 estaven jubilades, 60 estaven estudiant i 49 estaven classificades com a «altres inactius».

### Ingressos
El 2009 a Vergeroux hi havia 378 unitats fiscals que integraven 978 persones, la mediana anual d'ingressos fiscals per persona era de 20.084 €.

### Activitats econòmiques
Dels 29 establiments que hi havia el 2007, 1 era d'una empresa alimentària, 1 d'una empresa de fabricació d'altres productes industrials, 7 d'empreses de construcció, 8 d'empreses de comerç i reparació d'automòbils, 3 d'empreses de transport, 1 d'una empresa d'hostatgeria i restauració, 2 d'empreses financeres, 2 d'empreses immobiliàries, 3 d'empreses de serveis i 1 d'una entitat de l'administració pública.
Dels 7 establiments de servei als particulars que hi havia el 2009, 1 era un taller de reparació d'automòbils i de material agrícola, 4 guixaires pintors, 1 electricista i 1 agència immobiliària.
Dels 2 establiments comercials que hi havia el 2009, 1 era una botiga de menys de 120 m² i 1 una botiga de material esportiu.

## Equipaments sanitaris i escolars
El 2009 hi havia una escola elemental.

## Poblacions més properes
El següent diagrama mostra les poblacions més properes.